# A7 (motorväg, Grekland)
A7 är en motorväg i Grekland som går mellan Korinthos och Tripoli.